# Gilbert Swimberghe
Gilbert Swimberghe (Sint-Andries, 14 mei 1927 – Brussel, 2 september 2015) was een Belgisch kunstschilder.

## Levensloop
Na zijn studies aan de Kunstacademie in Brugge (1940-1946) en aan de Kunstacademie van Sint-Joost-ten-Node (1947-48, tijdens zijn legerdienst), vestigde Swimberghe zich als voltijds kunstenaar in Brugge.
In het kielzog van Rik Slabbinck, Constant Permeke en anderen, bracht hij expressionistisch werk voort, vaak nog met 'Brugse' elementen.
In 1958 maakte hij kennis met Luc Peire en Victor Servranckx en liet zich door hen inspireren voor niet-figuratief werk. Hij verliet de figuratieve Brugse school om zich te voegen bij de internationale abstracte kunstuitingen. Gedurende een halve eeuw heeft hij de weg naar een steeds uitgezuiverder expressie bewandeld. Kunstcritici hebben de verschillende periodes van zijn evolutie in de abstracte kunst als volgt gekenmerkt:
- 1970-1971: roze periode
- 1972-1973: gele periode
- 1974-1975: geel-groene periode
- 1975-1990: witte en grijze periode
- 1990-2015: diepgrijze tot blauwe periode.

Naast zijn regelmatige productie van grote en kleinere doeken, heeft Swimberghe ook gemaakt:
- mozaïeken met steen;
- monumentale witte reliëfs (o.m. in residentie De Mast, Oostende);
- wandschilderingen (o.m. gebouw havendirectie, Zeebrugge);
- potloodtekeningen op papier.

Zijn werk en de evolutie ervan is vaak beschreven door Jaak Fontier, Fernand Bonneure, Paul de Wispelaere, Frans Boenders, Mark Braet, Dirk Devos, Marcel Duchateau, Michel Seuphor, Willy Van den Bussche enz.
Swimberghe sloot zich vaak aan bij kunstenaars met eenzelfde gedachtegoed, zoals bij kunstgroep Raaklijn, Brugge (1956-1964), Groep Mesure, Parijs (1962-1977), Gruppe INT, Hagen (1975-1989).
Werk van Swimberghe is aanwezig in talrijke Belgische musea of openbare instellingen, en in musea in de Verenigde Staten (New York), Duitsland (Leverkusen, Kaiserslautern), Italië (Milaan), Canada (Victoria), Israël (Dimona), Brazilië (Rio de Janeiro).
Swimberghe trouwde met Chris Bogaert (1949) en in tweede huwelijk met Françoise Vanden Abeele (1973). Hij had drie kinderen uit het eerste en een uit het tweede huwelijk.

## Tentoonstellingen
Swimberghe heeft met zijn werken tientallen individuele tentoonstellingen gehouden of deelgenomen aan groepstentoonstellingen. De voornaamste zijn:
- 1977: Groeningemuseum, Brugge, retrospectieve tentoonstelling naar aanleiding van zijn vijftigste verjaardag
- 1984: Paleis voor Schone Kunsten, Brussel
- 1985: Stedelijk Museum Schiedam en Van Reekmuseum, Apeldoorn
- 1997: Garemynzaal in de Hallen, Brugge, retrospectieve tentoonstelling
- 1997: Cultureel Centrum, Hasselt, retrospectieve tentoonstelling
- 2013: Callewaert Vanlangendonck Gallery, Antwerpen, retrospectieve tentoonstelling

## Onderscheidingen
- 1950: Provinciale prijs voor schilderkunst van de provincie West-Vlaanderen (premie)
- 1955: Provinciale prijs voor schilderkunst van de provincie West-Vlaanderen (laureaat)
- 1958: Talensprijs
- 1958: Prijs Jonge Belgische Schilderkunst
- 1987: Prijs Vlaamse Gemeenschap voor kunstenaarsloopbaan